# نینبورشتل
نینبورشتل (به آلمانی: Nienborstel) یک شهر در آلمان است که در Mittelholstein واقع شده‌است.
 نینبورشتل  ۶۱۸ نفر جمعیت دارد.